# Svärmors tunga
Svärmors tunga eller svärmorstunga (Dracaena trifasciata) är en art i bajonettliljesläktet som tillhör familjen sparrisväxter och ursprungligen kommer från Sydafrika, Kongo och Tanzania. Växten är en mycket tålig och populär krukväxt.
Namnet kommer av plantans spetsiga blad som är mycket långsmala; cirka 70–90 centimeter höga och 5–6 centimeter breda. Bladen är tigrerade i olika gröna nyanser. Utöver denna naturform finns flera sorter, exempelvis den ofta odlade D. trifasciata 'Laurentii', som förutom den gröna färgen dessutom har klart gula bladkanter. Svärmors tunga är mycket nära släkt med fiberbajonettliljan, och båda arterna går ibland under namnet bajonettlilja.
Svärmors tunga tar upp giftiga ämnen ur luften, exempelvis vissa flamskyddsmedel som ofta förekommer i nya hus och på nytillverkade möbler. För länge sedan användes plantans starka fibrer till att göra rep och strängar till pilbågar.

## Skötsel
Svärmors tunga är mycket tålig. Den kräver inte så mycket ljus och behöver sällan vattnas. Den trivs bäst i sandig jord eller jord med grus i, helst med högt kalkinnehåll. Svärmors tunga skall dock inte stå i mullig jord, och absolut inte torvjord.[källa behövs]

## Förökning
Växten går enkelt att föröka genom att man försiktigt delar plantan. Ofta fungerar det till och med att skära av ett skott eller en bladspets som direkt planteras i jorden, där skottet/sticklingen snabbt bildar egna rötter. I egentlig mening är detta dock inte äkta förökning, utan en form av kloning. Svärmorstunga blommar ofta även i kruka, men det kan vara svårt att få blommorna att gå i frö. Att förmera plantorna genom sexuell förökning kan alltså vara vanskligt.

## Giftighet
Svärmors tunga är inte känd för att vara särskilt giftig, men ett förgiftningsfall har inträffat i Sverige då en treåring åt en 5x15 cm stor bit av ett blad och fick magsmärtor, kräkningar och diarreer, som senare gick över.

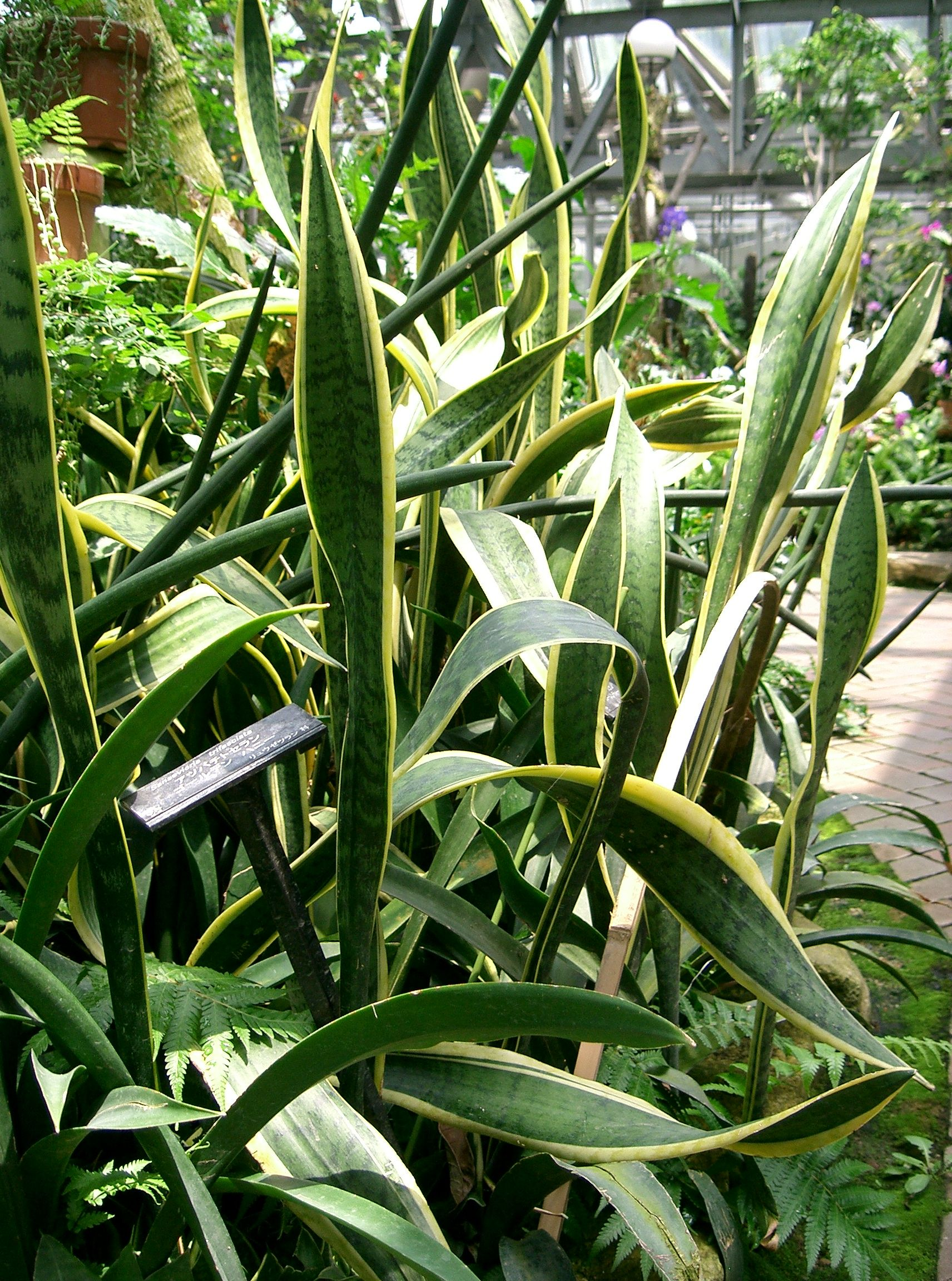
Sorten Laurentii' har gula kanter.
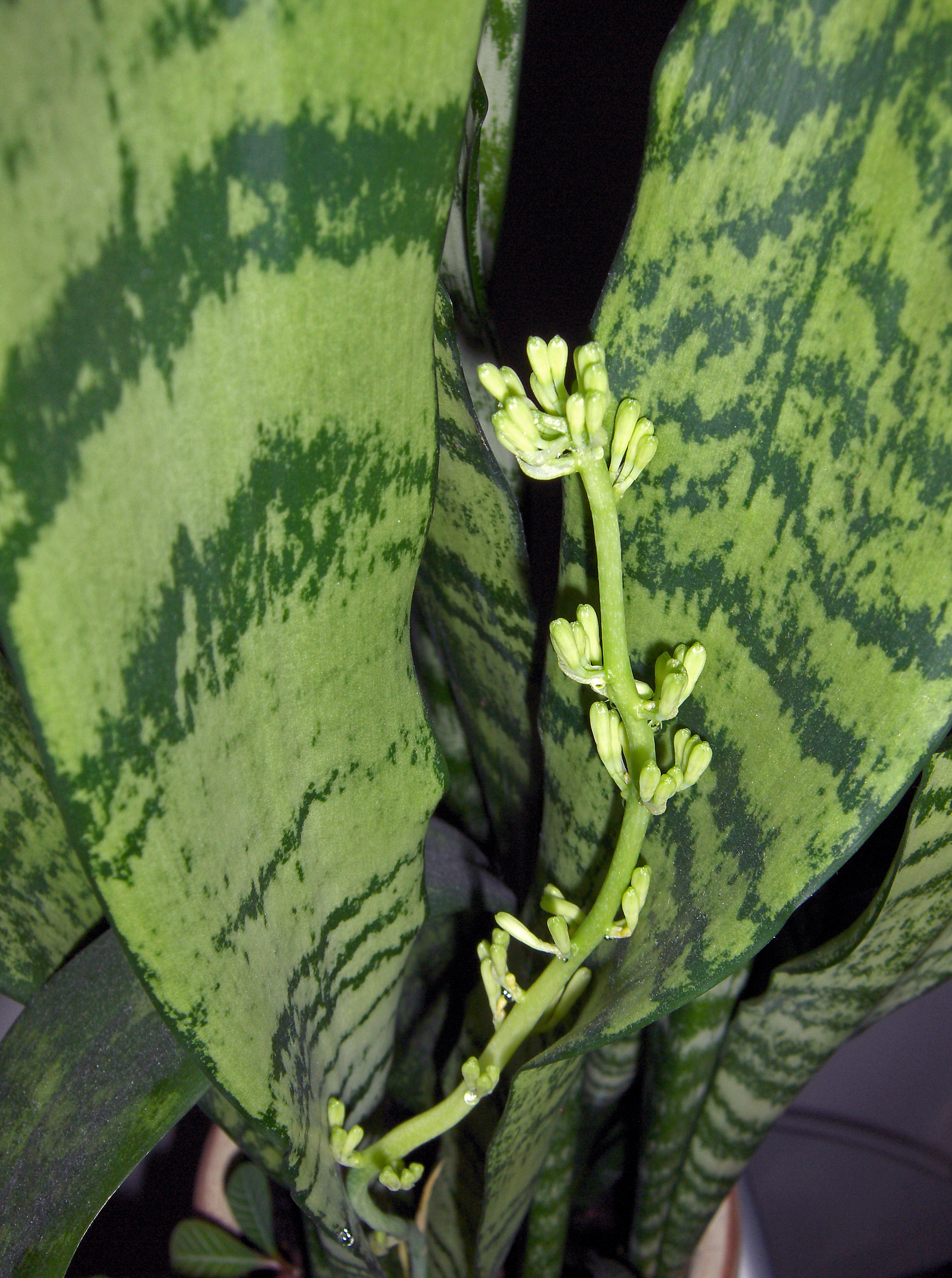
Svärmors tunga med knoppar.
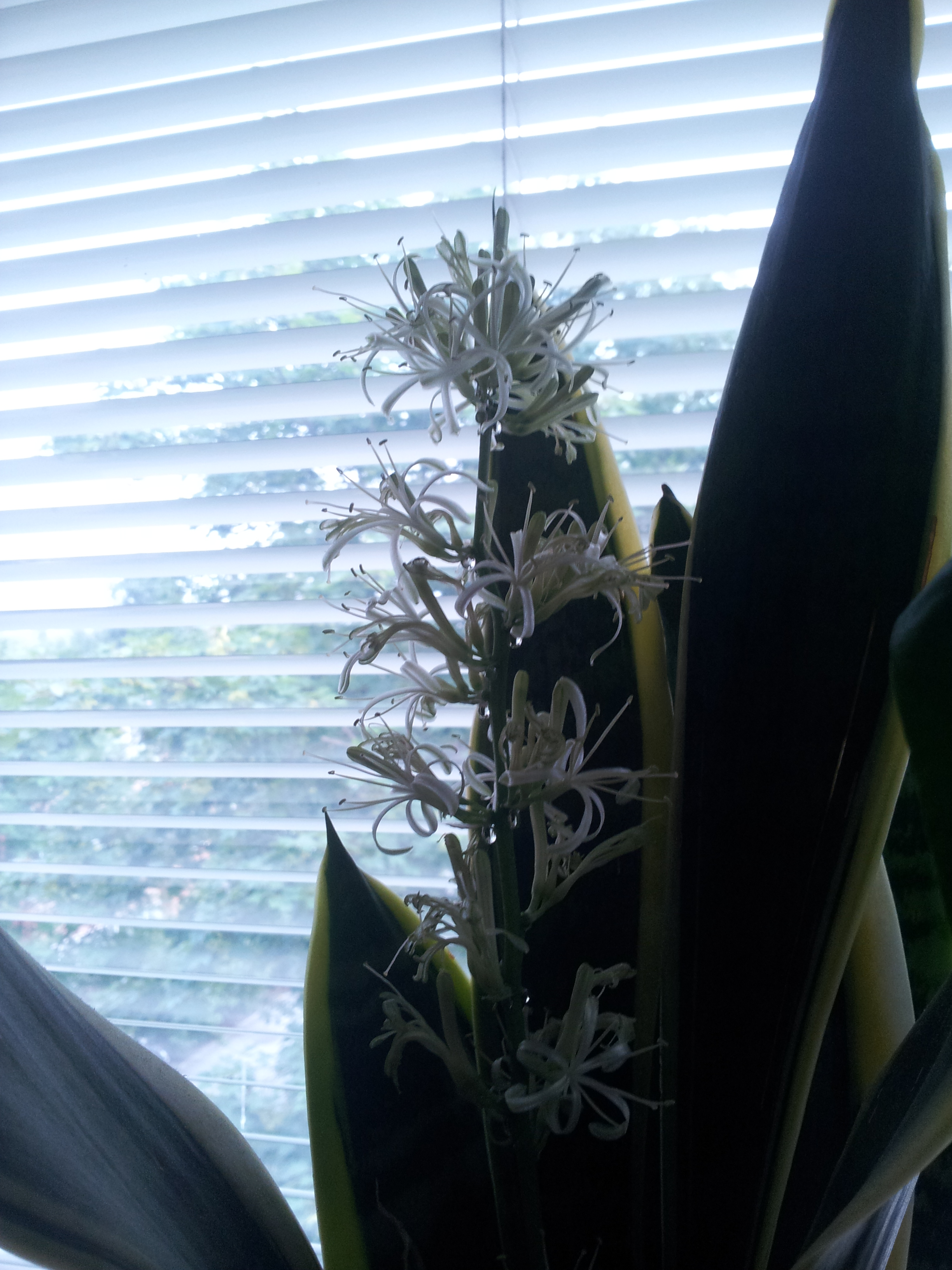
Svärmors tunga i blom.
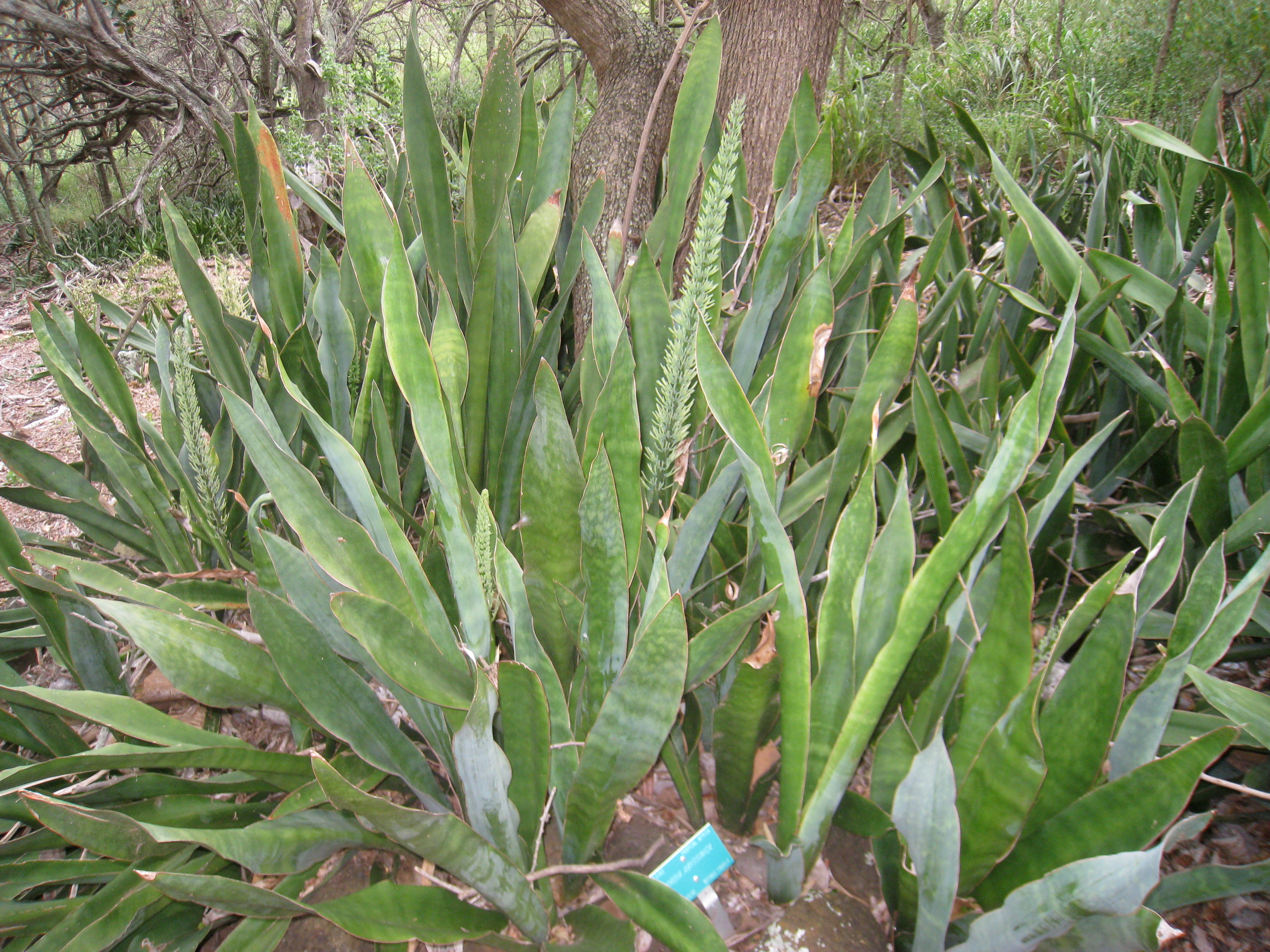
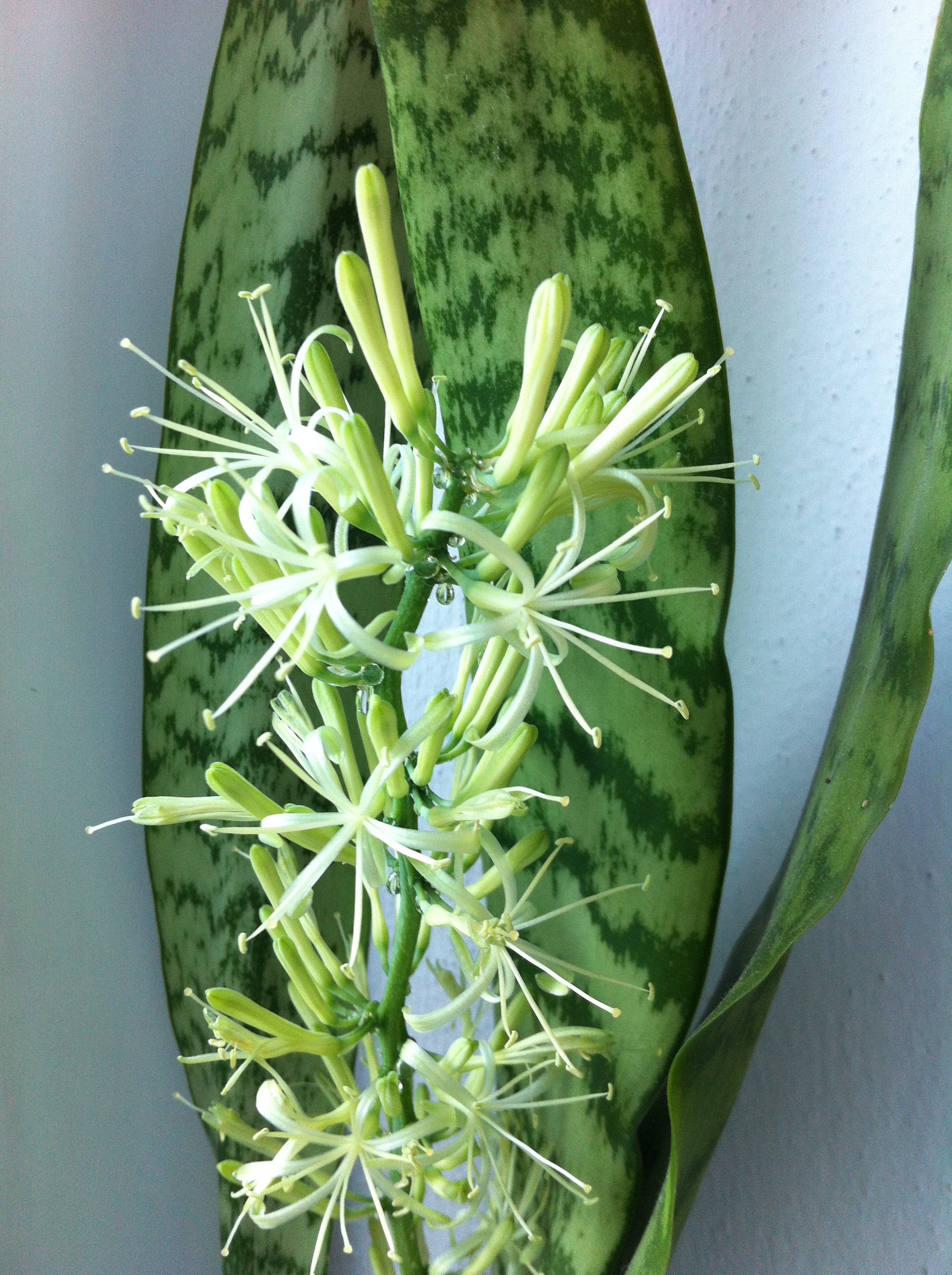
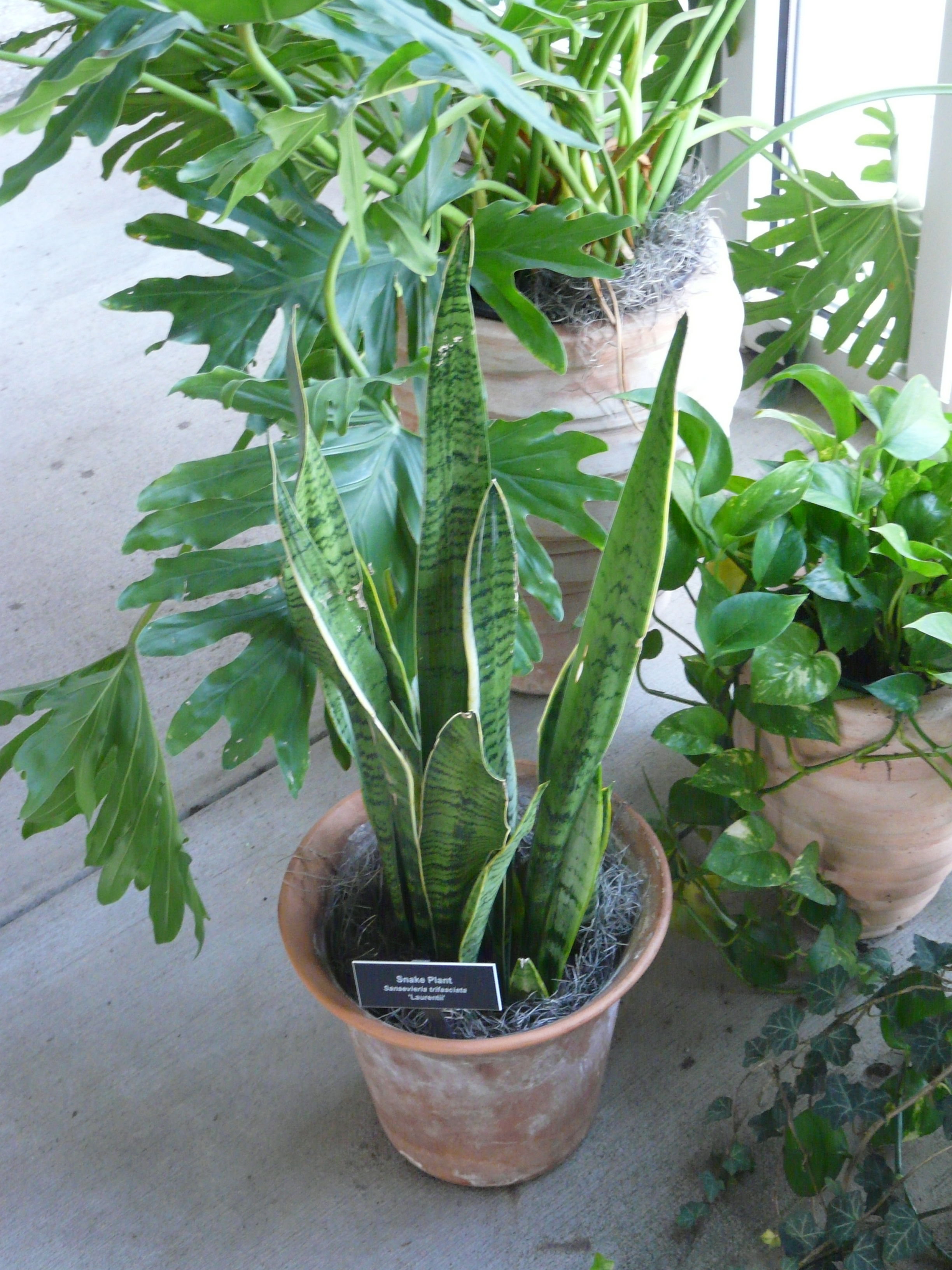